# Horber Chronik
Die Horber Chronik war eine im Jahre 1850 in Horb am Neckar von G.L. Bohm gegründete Zeitung, die damals dreimal wöchentlich in einem Umfang von vier Seiten erschien.
Nach wenigen Jahren wurde sie von Max Christian übernommen; sie blieb bis Mitte der 1960er Jahre im Familienbesitz der Christians. Jahrzehntelang hatte sie den Untertitel „Amts- und Intelligenzblatt für den Oberamts-Bezirk Horb“, zuerst mit Bindestrich, ab Mitte der 1860er Jahre wurde „Oberamtsbezirk“ zusammengeschrieben.
Heute erscheint eine Teilausgabe der eine Gesamtauflage von 330.000 Exemplaren umfassenden Südwest Presse mit dem Untertitel „Neckar-Chronik“, in der einige Seiten mit der Bezeichnung „Horber Chronik“ enthalten sind.